# 15-я пехотная дивизия (Франция)
15-я пехотная дивизия (фр. 15e division d'infanterie) — пехотная дивизия Франции периода наполеоновских войн.

## Подчинение и номер дивизии
- 3-я пехотная дивизия Итальянского наблюдательного корпуса Итальянской армии (20 апреля 1811 года);
- 15-я пехотная дивизия 4-го армейского корпуса Великой Армии (1 апреля 1812 года).

## Состав дивизии
на июнь 1812 года:
- командир — дивизионный генерал Доменико Пино
- начальник штаба — полковник штаба Ливио Галимберти
- 1-я бригада (командир — бригадный генерал Жак Фонтана)
  - 1-й полк лёгкой пехоты
  - 2-й полк линейной пехоты
- 2-я бригада (командир — бригадный генерал Фредерик Гийом де Водонкур)
  - королевский Далматский полк пехоты
  - 3-й полк лёгкой пехоты
- 3-я бригада (командир — бригадный генерал Луи Дамбовски)
  - 3-й полк линейной пехоты
    - Всего: 12900 человек, 16 батальонов, 22 орудия[1]

на октябрь 1813 года:
- командир — дивизионный генерал Ашиль Фонтанелли
- 1-я бригада (командир — бригадный генерал Пьетро Сант’Андреа)
  - 1-й полк лёгкой пехоты
  - 6-й полк линейной пехоты
- 2-я бригада (командир — бригадный генерал Филипп Мартель)
  - 1-й полк линейной пехоты
  - 4-й полк линейной пехоты
- 3-я бригада (командир — бригадный генерал Анж-Пьер Морони)
  - 7-й полк линейной пехоты
  - гвардейский полк
    - Всего: 1860 человек, 7 батальонов, 6 орудий[2]

## Командование дивизии

### Командиры дивизии
- дивизионный генерал Ашиль Фонтанелли (20 апреля 1811 – 10 августа 1811)
- дивизионный генерал Доменико Пино (10 августа 1811 – 24 октября 1812)
- бригадный генерал Ливио Галимберти (24 октября 1812 – февраль 1813)
- бригадный генерал Жак Фонтана (февраль 1813)
- дивизионный генерал Луиджи Пейри (апрель 1813 – 2 мая 1813)
- дивизионный генерал Ашиль Фонтанелли (6 июня 1813 – 2 ноября 1813)